# Jabba, a hutt
Jabba Desilijic Tiure, ismertebb nevén Jabba, a hutt (magyarosan: Dzsabba, a hutt) egy kitalált szereplő a Csillagok háborúja univerzumban. Nagy hatalmú gengsztervezér, akinek székhelye az eldugott Tatuin bolygón található sivatagi luxuspalota, ahol kiskirályként él, főként illegális áruk csempészetével foglalkozik, űrcsempészként alkalmazza az egyik főszereplőt, Han Solót. Ezen kívül rabszolgák, testőrök és bérgyilkosok (fejvadászok) kisebb hadát tartja fenn, akik segítenek neki az üzleti ügyek intézésében. Jabbának jelentős, ha nem is meghatározó szerepe van a filmek cselekményének bizonyos részleteinek alakulásában. Mint a huttok többsége, kapzsi és kegyetlen bűnöző, ami Jabbára is vonatkozik. Neki dolgozik Boba Fett, aki az egyik fejvadásza.

## Szereplései
A mozifilmekben első alkalommal az 1983-ban bemutatott, A Jedi visszatér című epizódban jelent meg mint látható szereplő. Az előző két epizódban csak néhány párbeszédben említik, de egészen a digitálisan felújított filmváltozatok bemutatójáig nem szerepelt.
Az elsőként mozivásznakra kerülő film, az 1977-ben bemutatott Csillagok háborúja (avagy „Egy új remény”) csak párszor említi , de ekkor még nem tűnt fel szereplőként a filmben, viszont a regényváltozatban szerepel egy hosszabb jelenet erejéig is. Itt Jabba mint egy irdatlan kövér bűnöző szerepel, aki zsoldosaival körbeveszi a Mos Eisley dokkjában utasai érkezésére várakozó Ezeréves Sólymot, Solo űrhajóját, követelve egy tartozás kiegyenlítését. A szövegrészletek, a fogalmazás arra utalnak, hogy ember. Ezt erősíteni látszik, hogy a jelenet filmbeli (a végleges, moziverzióból kivágott) megvalósításában bundába öltözött emberként jelenik meg, Declan Mulholland ír színész alakításában.
Ennek a jelenetnek a megfelelő minőségű leforgatására a film első kiadásakor a rendező George Lucasnak még nem volt pénze, így a film első kiadásaiból kimaradt, több más, a regényben kézzelfogható szerepet játszó jelenettel együtt. Így Jabba a Csillagok háborúja IV. filmváltozatába először csak az 1997-es különleges kiadásban került be, itt már  CGI megformázta, csigaszerű huttként szerepel, akinek Han Solo még a farkára is rálép (ez igazából kényszermegoldás volt: az eredetileg leforgatott jelenetben Harrison Ford körbe sétálva elhaladt Mulholland háta mögött. Mivel a hutt figura megalkotása után ott a farok helye volt, Fordot digitális trükkök segítségével „felemelték”, és Jabba reakciójával együtt a farokra lépés illúzióját keltették). Az eredeti, 1977-es jelenettel szemben, ahol Mulholland emberi (Galaktikus Közös) nyelven beszél, a 97-es jelenet CGI-karaktere ugyanúgy hutt nyelven tárgyal, ahogy a Jedi visszatérben, angol feliratozással ellátva.
Jabba csak utólag kapta a Jabba Desijilic Tiure nevet, a Jedi visszatérben ez még sehol sem szerepel, hanem „Jabba, a hutt”-ként emlegetik.
Jabba feltűnik az előzménytrilógia Baljós árnyak c. epizódjának fogatverseny-jeleneteiben (ő nyitja meg a tatuini Boonta esti fogatversenyt, amin Anakin Skywalker az egyik versenyző), egy másik huttal, Gardullával együtt.
Feltűnik a filmsorozathoz kapcsolódó sok-sok képregényben, számítógépes játékban és spin-off-regényben is, valamint a számítógéppel rajzolt Klónok háborúja c. animációs sorozatban is, általában a Galaxis peremének jelentős részének illegális szervezkedéseit uraló hutt kartell egyik tagjaként (a többi taggal egyszerre); szembekerül például a Darth Maul-fivérek és a mandalori Halálőrség milícia alkotta szövetséggel.

## Élete
Az egyik legismertebb és legrettegettebb hutt csempészfejedelem és gengszter volt a galaxisban, aki tatuini sivatagi palotájából egy kiterjedt bűnözői hálózatot irányított a Peremvidéken. Hatalma csúcsán Jabba az egyik leghatalmasabb bűnöző vezér volt a galaxisban.
Jabba a pályafutását jelentéktelen bűnözőként kezdte, de gyorsan kiterjesztette befolyását különféle törvényellenes tevékenységre, mint a fűszercsempészetre, a fegyverkereskedelemre, a rabszolgaságra és a kalózkodásra. Ismertségét kegyetlenségének és a fényűzés iránt imádatának köszönheti.
Han Solo, a Csillagok háborúja egyik főszereplője Jabba egyik fűszercsempésze volt, azonban az egyik út alkalmával birodalmi járőrök ütöttek rajtuk és ki kellett dobnia az illegális szállítmányt, hogy ne találják meg, ezzel jelentős kárt okozva Jabbának. A gengsztervezér fejvadászokat küldött, hogy behajtsák a pénzt, azonban ezeket Solo megölte, egyikükkel, Greedoval az Új remény elején, egy kantinban végzett. Mivel Solo tudta, hogy hosszú ideig nem dacolhat Jabbával, kétségbeesetten próbált pénzt szerezni, és emiatt vállalta el a Ben Kenobi nevű öregembertől eredő megbízást, hogy őt és egy fiút, Luke Skywalkert vigyen a birodalmiak tudta nélkül az Alderaan bolygóra. Amikor megkötötték az üzletet, Solo visszavonhatatlanul belekeverte magát a Lázadó Szövetség ügyeibe. Indulás előtt még tárgyalt Jabbával, és megígérte neki, hogy amint visszatér az Alderaanról, kifizeti.
Miután a felkelők a sikeres yavini csata után a Hothon hosszú ideig bujkáltak a birodalmiak elől, és az ígért pénzt nem kapta meg, Jabba bérgyilkosokat bérelt fel Solo felkutatására, köztük a hírhedt Boba Fettet, akit a Birodalom is megbízott Solo és a többi felkelő vezér felkutatásával. Boba Fett sikeresen követte Solót a Bespinig, és riasztotta a birodalmiakat, akik  Darth Vader nagyúr vezetésével érkeztek. Vader elfogta és lefagyasztotta a csempészt, de mivel nem Solo érdekelte, hanem a segítségére érkező Skywalker, Fettnek adta a zsákmányt, hogy vigye el Jabbához.
A Jedi visszatér elején  csellel és rábeszéléssel több lázadó barátja, így Luke Skywalker és Leia Organa is megpróbálta kiszabadítani Solot a tatuini palota fogságából, de Jabba nem engedett. Végül Skywalker erőszakhoz folyamodott, de elfogták, Leia Organa álruhás szabadítási kísérlete során szintén lebukott, habár kiolvasztotta Solót a jégtömb rabságából. Jabba elrendelte Skywalker, Solo és Csubakka nyilvános és ünnepélyes kivégzését a Carcooni Veremben fészkelő emberevő szörnyeteg, Sarlacc által, azonban Skywalker kiszabadította magát és társait. A rövid csetepaté során a felkelők Jabba legtöbb testőrével és szolgájával végeztek, a rabságba vetett Leia Organa láncaival Jabbát is megfojtotta. A gengsztervezér saját luxusbárkáján, a Khetannán fejezte be életét, pár perccel később a hajó is felrobbant, ezzel Jabba gengeszterbirodalma is összeomlott.